# Orla (azienda)
La Orla (o ORLA), è un'azienda marchigiana produttrice di strumenti musicali. La ditta fondata nel 1965 è oggi conosciuta per la produzione di organi a mobile, organi da chiesa, pianoforti digitali, tastiere portatili, moduli sonori e fisarmoniche elettroniche. La Orla produce inoltre anche per conto di marchi ed aziende americane, giapponesi ed europee.

## Storia dell'azienda
La Orla nacque a Castelfidardo da una precedente azienda di assemblaggio di fisarmoniche ed organi ad ancia Orlandoni e Co. fondata da Nazzareno Orlandoni. Nel 1965 viene fondata, sempre a Castelfidardo, da Nazzareno Orlandoni detto Mimmo e Alfio Monaci suo cognato ufficialmente la nuova azienda a cui venne dato il nome ORLA.
La ditta iniziò a produrre organi elettronici e velocemente si guadagnò una solida reputazione nel mercato mondiale e oggi è l'unica ditta in Italia e in Europa conosciuta come produttrice di una linea completa di: Organi a mobile, Organi da Chiesa, Pianoforti Digitali, Tastiere Portatili, Moduli Sonori e Fisarmoniche Elettroniche.
La ORLA non produce solo con il suo marchio ma anche per altre aziende. Molte ditte del mercato musicale internazionale (Americane, Giapponesi ed Europee) hanno usato le strutture di ricerca e sviluppo e produzione che la ORLA ha da offrire. La ORLA esibisce alla Fiera Internazionale di Francoforte Musik Messe da ormai 35 anni e si esibisce con regolarità negli USA al NAMM Show. Distributori internazionali hanno presentato il marchio ORLA in tutte le fiere più importanti, nazionali o regionali, in tutta l'Europa, negli USA, in Medio Oriente, Cina e Australia.
Da alcuni anni la Orla sta collaborando con Remo Saraceni, inventore del Walking Piano anche noto per una scena nel film Big di Penny Marshall, con Tom Hanks.